# J. S. Fletcher
Joseph Smith Fletcher (Halifax, 7 febbraio 1863 – Surrey, 30 gennaio 1935) è stato un giornalista e scrittore inglese.

## Biografia
A diciotto anni Fletcher intraprese la carriera giornalistica scrivendo articoli sulla vita rurale, divenendo ben presto editorialista per diverse testate. Scrisse circa 200 libri dei generi più disparati. È stato uno degli scrittori di romanzi gialli della cosiddetta "epoca d'oro". Ottenne il grande successo con Delitto a Middle Temple (edito in Italia da Polillo Editore). Il romanzo è un antesignano dell'attuale spettacolarizzazione dei casi di omicidio da parte dei media.

## Romanzi
- Frank Carisbroke's Stratagem (1888)
- Andrewlina (1889)
- Mr. Spivey's Clerk (1890)
- The Winding Way (1890)
- When Charles the First Was King (1892)
- The Wonderful City (1894)
- In the Days of Drake (1895)
- Mistress Spitfire (1896)
- Baden Powell of Mafeking (1900)
- Lucian the Dreamer (1903)
- Paradise Court (1908)
- Perris of the Cherry-Trees (1913)
- The King versus Wargrave (1915)
- The Rayner-Slade Amalgamation (1917)
- Paul Campenhaye (1918)
- The Chestermarke Instinct (1918)
- Il segreto del tesoriere (The Borough Treasurer, 1919), traduzione di R. Formenti, Collana Il Giallo Economico Classico n.57, Roma, Newton Compton, 1995, ISBN 978-88-798-3801-6.
- The Middle Temple Murder (1919)
- The Talleyrand Maxim (1919), edito in Italia col titolo La massima di Talleyrand[1]
- Droonin' Watter (1919)
- Delitto a Middle Temple (The Middle-Temple Murder, 1919), traduzione di Sara Caraffini, Collana I Bassotti n.11[1], Milano, Polillo, 2003, ISBN 978-88-815-4180-5.
- The Paradise Mystery (1920)
- Scarhaven Keep (1920), edito in Italia prima col titolo La torre tragica[1] o La torre di Scarhaven, Il Giallo Economico Classico, n.19[1] trad. di Fabio Serafini, Milano, Polillo, 2017, ISBN 978-88-815-4493-6.
- The Herapath Property (1920)
- The Lost Mr. Linthwaite (1920)
- The Orange-Yellow Diamond (1920) edito in Italia col titolo Il mistero del diamante giallo, Il Giallo Economico Classico n.14[1]
- The Markenmore Mystery (1921)
- The Root of All Evil (1921)
- Wrychester Paradise (1921)
- In the Mayor's Parlour (1922)
- Il doppio mistero di Ravesdene Court (Ravensdene Court, 1922), traduzione di Marco Sani, Collana Il Giallo Economico Classico, Roma, Newton Compton, 1994, 2012, ISBN 978-88-798-3636-4.
- The Middle of Things (1922)
- Black Money (1922)
- The Middle of Things (1922)
- The Million Dollar Diamond (1923)
- Il mistero di Charing Cross (The Charing Cross Mystery, 1923), traduzione di Dario Pratesi, Collana I bassotti, Milano, Polillo, 2008, ISBN 978-88-815-4312-0.
- The Kang-He Vase (1924)
- The Safety Pin (1924)
- Sea Fog (1925)
- The Bedford Row Mystery (1925)
- The Cartwright Gardens Murder (1925)
- The Mill of Many Windows (1925)
- Il mistero di Marchester Royal (Marchester Royal, 1926), traduzione di Riccardo Ghiri, Milano, Garden Editoriale. - Collana Il Giallo Economico Classico, Roma, Newton Compton, 1993-2012, ISBN 978-88-798-3150-5.
- The Mortover Grange Mistery (1926)
- Dead Men's Money (1928)
- Quella casa in Tuesday Market (The House in Tuesday Market, 1929), Collana I Classici del Giallo Mondadori, Milano, Mondadori, 2022.
- The Ransom for London (1929)
- Assassinio nella brughiera (The Yorkshire Moorland Mistery, 1930), traduzione di Marisa Castino Bado, Collana I bassotti, Milano, 2012, ISBN 978-88-815-4416-5.
- Murder at Wrides Park (1931)
- Murder in Four Degrees (1931)
- Murder of the Ninth Baronet (1932)
- Murder in the Squire's Pew (1932)
- The Borgia Cabinet (1932)
- The Solution of a Mystery (1932)
- Green Ink and other stories (1935)
- Todmanhawe Grange (postumo, completato da Edward Powys Mathers con lo pseudonimo di Torquemada, 1937)